# Кишатино (Ярославская область)
Кишатино — деревня Арефинского сельского поселения Рыбинского района Ярославской области .
Деревня расположена на северо-западе сельского поселения на левом берегу реки Ухра в её нижнем течении. Через Кишатино по берегу Ухры проходит дорога, которая в северном направлении ведёт к Кузовлево, самой северной деревне поселения и последней деревне на этой дороге, в южном направлении она выходит к деревне Хламово, стоящей на левом берегу Мормы, левого притока Ухры. Морма имеет устье в 1 км к востоку и выше по течению Ухры от деревни Кишатино. К западу и северо-западу от Кишатино — обширный лесной массив, бассейн реки Грабежовка .
Деревня обозначена на плане Генерального межевания Рыбинского уезда 1792 года как малая Кишатина.
На 1 января 2007 года в деревне Кишатино числился 1 постоянный житель . Почтовое отделение, расположенное в центре сельского поселения селе Арефино обслуживает в деревне Кишатино 7 домов .